# Actidium acharii
Actidium acharii är en svampart som tillhör divisionen sporsäcksvampar, och som beskrevs av Fr och Fr.. Actidium acharii ingår i släktet Actidium, och familjen Mytilinidiaceae. Arten är reproducerande i Sverige.